# 周子玉
周子玉（1935年—），男，河北故城人。中国人民解放军上将。

## 生平
1951年，周子玉参加中国人民解放军，历任河北衡水军分区轮训队学员、北京军区空军干校学员、空军第5航空学校3团场站文书、政治部助理员、4团干事、指导员、大队副政委、政委、政治处主任、政委，3团政委、兰州军区空军政治部组织部副部长、部长、第16航空学校政委。1990年，任广州军区空军副政委，空军指挥学院政委。1992年，任中国人民解放军总政治部主任助理。1993年，任总政治部副主任、党委副书记兼中央军委纪委书记，中央政法委委员，1996年1月23日晋升上将军衔。1997年9月，任中共中纪委副书记。